# Distretto di Palakkad
Palakkad è un distretto dell'India di 2 617 072 abitanti, che ha come capoluogo Palakkad.